# Dobieszewo (gromada)
Dobieszewo (od 31 XII 1961 Chwaliszewo) – dawna gromada, czyli najmniejsza jednostka podziału terytorialnego Polskiej Rzeczypospolitej Ludowej w latach 1954–1972.
Gromady, z gromadzkimi radami narodowymi (GRN) jako organami władzy najniższego stopnia na wsi, funkcjonowały od reformy reorganizującej administrację wiejską przeprowadzonej jesienią 1954 do momentu ich zniesienia z dniem 1 stycznia 1973, tym samym wypierając organizację gminną w latach 1954–1972.
Gromadę Dobieszewo z siedzibą GRN w Dobieszewie utworzono – jako jedną z 8759 gromad na obszarze Polski – w powiecie szubińskim w woj. bydgoskim, na mocy uchwały nr 24/13 WRN w Bydgoszczy z dnia 5 października 1954. W skład jednostki weszły obszary dotychczasowych gromad Dobieszewo, Słupowa i Smogulecka Wieś ze zniesionej gminy Łankowice w tymże powiecie. Dla gromady ustalono 19 członków gromadzkiej rady narodowej.
31 grudnia 1959 do gromady Dobieszewo włączono wieś Chwaliszewo ze zniesionej gromady Łankowice w tymże powiecie.
31 grudnia 1961 gromadę Dobieszewo zniesiono przez przeniesienie siedziby GRN z Dobieszewa do Chwaliszewa i zmianę nazwy jednostki na gromada Chwaliszewo.